# Ciclo carolingio

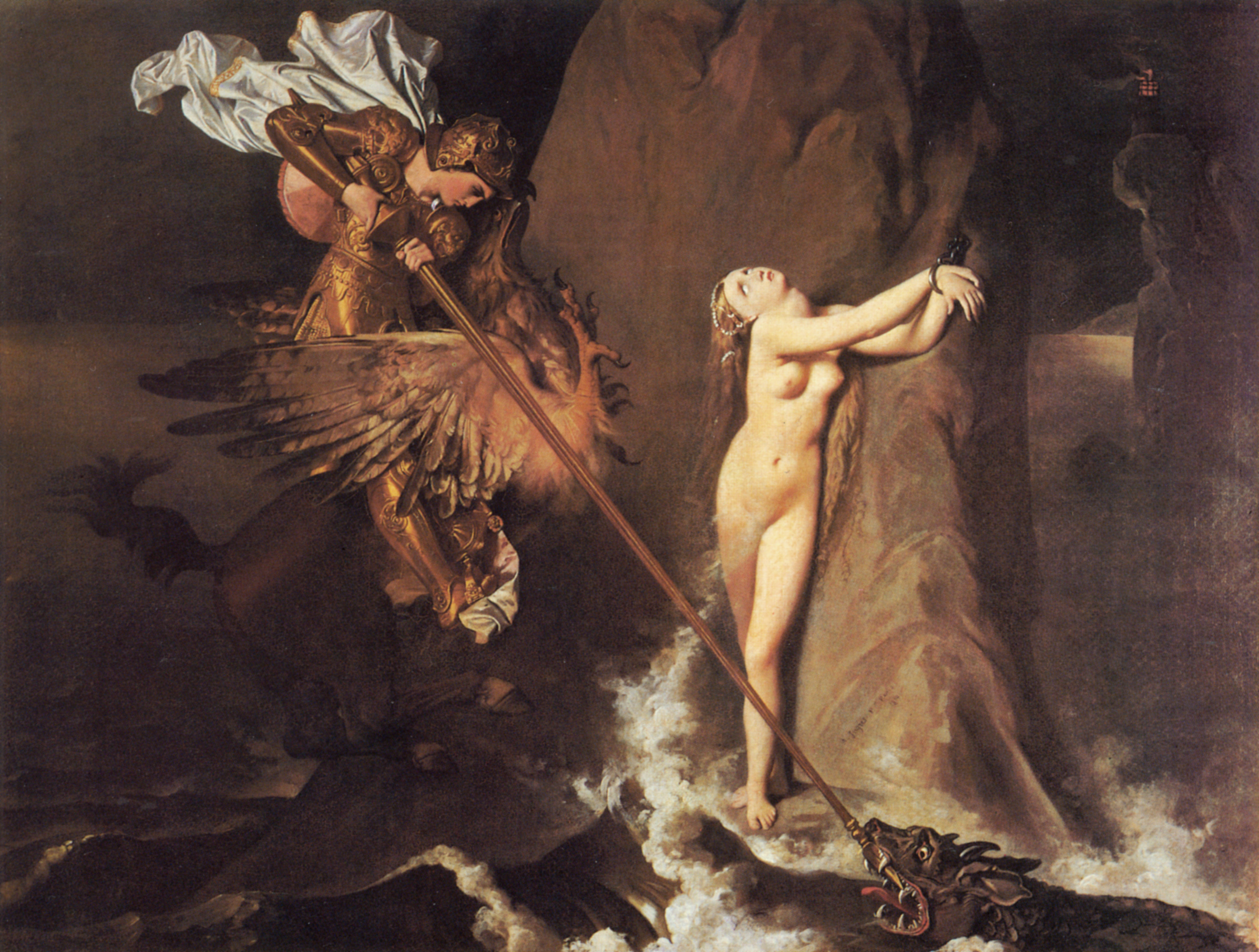
Ruggero libera Angelica, dipinto di Ingres

Il ciclo carolingio o materia di Francia fa parte, come il ciclo bretone e il ciclo romano, di quella letteratura dei cicli, a carattere epico-cavalleresco, che si sviluppò immediatamente dopo l'anno Mille e che celebrava nelle sue composizioni in versi, i valori più alti della società aristocratica.

## Storia
Il ciclo carolingio si sviluppa all'interno del genere letterario epico della chanson de geste.
Ha una notevole fortuna di pubblico già tra la fine dell'XI e del XII secolo, grazie ai canti dei poeti cortesi e dei giullari, delle opere dei chierici, che lo diffondono ovunque e presso ogni ceto, e fruisce di un successivo momento di popolarità tra la seconda metà del XV e l'inizio del XVI secolo, quando il paladino Orlando verrà nuovamente scelto come protagonista, prima del poema di Matteo Maria Boiardo, l'Orlando innamorato e in seguito del poema più famoso di Ludovico Ariosto, l'Orlando furioso, considerato una delle opere più alte della letteratura italiana. In Italia si assistette al fenomeno di assimilazione localista dei temi e dei personaggi, ben esemplificata dalla nascita di Rolando a Imola e della sua infanzia a Sutri, luoghi ritenuti di collegamento fra la Francia e l'Italia.
Un altro fenomeno tipicamente italiano è quello della contaminazione tra il ciclo bretone e quello carolingio, e nell'Italia meridionale, grazie ai pupari sulle piazze, talora si sostituiscono i Saraceni con i più moderni Turchi.

## Descrizione
Si tratta di un complesso di canzoni di gesta francesi medievali, imperniate intorno alla solenne figura di Carlo Magno e celebranti le sue imprese, quelle dei suoi fedeli paladini e quelle ancora di altri sovrani suoi predecessori e successori, sì da costituire una sorta di grande storia poetica dell'Impero carolingio. Nasce al riguardo tutta una serie di opere (Entrée d'Espagne, Prise de Pampelune, Otinel, Gaydon, Galiens, Gui de Bourgogne), talvolta indicate complessivamente come "Materia di Francia". Al ciclo carolingio appartengono in primo luogo le canzoni di gesta (chansons de geste), che esaltano le imprese straordinarie dell'imperatore Carlo Magno (742-814) e dei paladini di Francia, cioè i nobili della sua corte, primo tra tutti Orlando (nipote di Carlo), che combattono per alti ideali, come la fede religiosa, la patria, la fedeltà al sovrano, l'onore.
Proprio con il poema dedicato al paladino Orlando, la Canzone di Rolando (Chanson de Roland), comincia di fatto la fioritura della letteratura francese.
I personaggi del teatro popolare dell'opera dei pupi siciliani sono tratti dal ciclo carolingio.